# جین فرومن
جین فرومن (انگلیسی: Jane Froman؛ ۱۰ نوامبر ۱۹۰۷ – ۲۲ آوریل ۱۹۸۰) یک خواننده و هنرپیشه اهل ایالات متحده آمریکا بود.